# Rivière Laïta, Pointe du Talud, étangs du Loc'h et de Lannenec
Rivière Laïta, Pointe du Talud, étangs du Loc'h et de Lannenec este o arie protejată (sit de importanță comunitară — SCI) din Franța întinsă pe o suprafață de 925 ha, din care 33 % marine.

## Localizare
Centrul sitului Rivière Laïta, Pointe du Talud, étangs du Loc'h et de Lannenec este situat la coordonatele 47°44′41″N 3°29′55″W / 47.74472°N 3.49861°V.

## Înființare
Situl Rivière Laïta, Pointe du Talud, étangs du Loc'h et de Lannenec a fost declarat arie specială de conservare în baza directivei 92/43 din 1992 referitoare la conservarea habitatelor naturale și a faunei și florei sălbatice pentru a proteja 3 specii de plante și 15 specii de animale.

## Biodiversitate
Situată în ecoregiunea atlantică, aria protejată conține 20 de habitate naturale: Terase mlăștinoase și terase nisipoase neacoperite de apă la reflux, Dune mobile cu vegetație embrionară, Pajiști uscate europene, Mlaștini calcaroase cu Cladium mariscus și specii de Caricion davallianae, Estuare, Lagune de coastă, Vegetație perenă pe țărmurile stâncoase, Faleze cu vegetație de pe coastele atlantice și baltice, Dune de coastă fixe cu vegetație erbacee („dune gri”), Dune mobile de-a lungul țărmului cu Ammophila arenaria („dune albe”), Pajiștile Spartina (Spartinion maritimae), Lacuri eutrofice naturale cu vegetație de tip Magnopotamion sau Hydrocharition, Liziere de ierburi înalte hidrofile de câmpie și de nivel montan până la alpin, Pajiști cu Molinia pe soluri calcaroase, turboase sau argilos-nămoloase (Molinion caeruleae), Recifuri, Vegetație anuală la limita mareei, Pășuni atlantice udate de apa mării (Glauco-Puccinellietalia maritimae), Dune împădurite din regiunile atlantică, continentală și boreală, Depresiuni intradunale umede, Pășuni mediteraneene udate de apa mării (Juncetalia maritimi).
La baza desemnării sitului se află mai multe specii protejate:
- plante (3): moșișoare (Liparis loeselii), Rumex rupestris, Trichomanes speciosum
- mamifere (7): liliac cârn (Barbastella barbastellus), vidră de râu (Lutra lutra), liliac cu urechi mari (Myotis bechsteinii), liliac cărămiziu (Myotis emarginatus), liliac comun (Myotis myotis), liliacul mare cu potcoavă (Rhinolophus ferrumequinum), liliacul mic cu potcoavă (Rhinolophus hipposideros)
- nevertebrate (3): Coenagrion mercuriale, Elona quimperiana, rădașcă (Lucanus cervus)
- pești (5): Alosa alosa, Alosa fallax, cicar (Lampetra planeri), Petromyzon marinus, somonul (Salmo salar)

Pe lângă speciile protejate, pe teritoriul sitului au mai fost identificate 15 specii de plante, 1 specie de nevertebrate, 1 specie de pești.